# Старосільська вулиця (Київ, Дніпровський район)
Старосільська́ ву́лиця — вулиця в Дніпровському районі міста Києва, у межах житлових масивів Воскресенський (2-й мікрорайон) та Райдужний (1-й мікрорайон). Пролягає від вулиці Чорних Запорожців до вулиці Сулеймана Стальського.

## Історія
Виникла у середині XX століття під назвою 926-та Нова вулиця. Сучасна назва — з 1957 року. Починалася від тодішнього бульвару Перова (нині Воскресенський проспект) поблизу проспекту Алішера Навої. У 1980-ті роки скорочена у зв'язку зі зміною забудови.

## Поточний стан
Нині Старосільську вулицю перерізає на дві непов'язані частини Райдужна вулиця. На її частині на північ від вулиці Райдужної розташовані лише два житлові будинки — №№ 26 і 52а. Південно-східна частина вигадливо вигинається в промисловій зоні і житлових будинків не містить.
Вулицею Старосільською не проходить жодний маршрутний транспорт.

## Установи та заклади
- Вище професійне училище № 25 (буд. № 2).